# Cung xỉ lá to
Cyrtomium macrophyllum là một loài thực vật có mạch trong họ Dryopteridaceae. Loài này được (Makino) Tagawa miêu tả khoa học đầu tiên năm 1934.